# Серано (Лече)
Серано (итал. Serrano) је насеље у Италији у округу Лече, региону Апулија.
Према процени из 2011. у насељу је живело 1334 становника. Насеље се налази на надморској висини од 89 м.